# Talbot-Matra Murena
La Murena era un'autovettura prodotta dal 1980 al 1984 dalla casa automobilistica francese Matra in collaborazione con il Gruppo PSA e commercializzata con il marchio Talbot.

## Storia

### Genesi del modello
La nascita e l'avvio del progetto che avrebbe portato alla realizzazione dell'erede della Bagheera fu alquanto tormentata, almeno quanto lo sarebbe stata la carriera commerciale del modello definitivo. Nel 1976 la Bagheera fu sottoposta ad un restyling sia estetico che meccanico, in modo da rimpolpare le vendite che da qualche tempo avevano subito un calo. Nello stesso periodo, però, il direttore tecnico della Matra, Philippe Guédon, cominciò a pensare ad una possibile sostituta della Bagheera che andasse anche a collocarsi un gradino più in alto come segmento di mercato. Un primo accordo con la Simca fu raggiunto in merito ad una vettura con motore Simca caratterizzato dalla distribuzione ad asse a camme in testa. Tuttavia tale accordo non prenderà mai forma in quanto la Chrysler Europe, ormai da diversi anni detentrice dei marchi Simca e Talbot, stava conoscendo una grave crisi dovuto allo scarso mordente dei suoi modelli, in particolare della Chrysler 180 e delle sue versioni derivate (la 160 e la 2 Litres), e ad altre scelte commerciali non proprio azzeccate. Pertanto l'idea di investire in una nuova sportiva di nicchia che non avrebbe garantito guadagni in massa non trovò d'accordo il colosso americano.
Pertanto, la Matra dovette accontentarsi dello sviluppo di una vettura che non si discostasse di molto dal target commerciale che fino a quel momento era stato proprio della Bagheera. Il progetto, siglato M551, fu avviato già poco dopo il restyling della Bagheera e fu subito subordinato al contenimento dei costi di produzione, ragion per cui non si partì da un foglio bianco come invece accadde a suo tempo con la Bagheera, ma si cercò di riprendere alcune caratteristiche della sportiva lanciata nel 1973. Altre specifiche relative al progetto M551 riguardarono l'ottimizzazione della protezione del telaio contro la corrosione, prestazioni migliori, un cambio a 5 marce e motorizzazioni intorno ai due litri di cilindrata. Per quanto riguardava l'aspetto stilistico, il compito di disegnare le linee della nuova vettura sarebbe stato nuovamente affidato ad Antonis Volanis, già autore della Bagheera. In pratica quanto previsto fra le righe dal progetto M551 fu di realizzare un'evoluzione della Bagheera. Le linee da sviluppare erano state quelle per cui, la nuova erede, avrebbe dovuto tornare nuovamente ad avere un buon coefficiente di penetrazione aerodinamica: infatti, se la prima serie della Bagheera poteva vantare un CX di 0,33, con la seconda serie il valore era salito a 0,37. La vettura avrebbe dovuto montare meccaniche dalle prestazioni maggiori, vero tallone d'Achille della Bagheera, accoppiate a cambi a cinque rapporti (i quattro rapporti del cambio della Bagheera erano già considerati arcaici dalla stessa Casa all'atto della presentazione del modello). Il telaio avrebbe dovuto essere protetto dalla ruggine, che già causava problemi alle M530 e a cui anche la Bagheera era risultata molto sensibile. Nel giro di poco tempo, dopo aver proposto varie possibilità, tutte di stile futuristico, l'équipe di Volanis si mise al lavoro per realizzare i primi modelli in scala reale: anche qui, se si escludono alcuni particolari ancora da rivedere, tali modelli erano già molto simili alla vettura definitiva. Il lavoro alla galleria del vento consentì di limare alcune imperfezioni e di raggiungere un Cx pari a 0,328. Non si tratterebbe di un risultato eccezionale se rapportato alla totalità della produzione attuale, ma è ottimo quando confrontato con la tipologia delle autovetture a motore centrale. Con tale disposizione meccanica si tende a migliorare la distribuzione delle masse. La profilatura dei volumi che ne consegue non implica necessariamente il raggiungimento di un buon coefficiente di penetrazione aerodinamica, come è possibile dedurre valutando il Cx di vetture a motore centrale ed alte prestazioni quali ad esempio Lamborghini Murcielago (CX variabile tra 0,33 e 0,36) e Ferrari Enzo (CX 0,36). Il Cx della Murena, il cui primato di categoria ha resistito fino al 1992, è rimasto quindi un fattore assolutamente degno di nota anche oggi.
Nel frattempo accadde un altro evento che andò a sconvolgere almeno in parte l'andamento del progetto M551: la Chrysler Europe fu interamente rilevata dall'allora giovanissimo Gruppo PSA e perciò furono rilevati tutti i marchi fino a quel momento da essa detenuti, ossia tutti i marchi del Gruppo Rootes, tra cui la Talbot, e la stessa Simca. Anche il 45% del capitale della Matra finì sotto il controllo del Gruppo PSA, ragion per cui la Casa di Romorantin fu inizialmente speranzosa di poter usufruire dal 2 litri Douvrin nato dalla collaborazione tra Peugeot e Renault e già montato su alcuni modelli di fascia alta delle due Case. Da parte della Peugeot non vi furono problemi, ma fu la Renault ad irrigidirsi e a non essere d'accordo sull'utilizzo di tale motore sulla sportiva Matra, che sarebbe stata sicuramente una temibile concorrente nei confronti della sportiva che la stessa Renault stava progettando, ossia la Fuego. Per questo la Matra, profondamente delusa, dovette ripiegare sul 1.6 di origine Simca già montato da poco tempo sulla Simca 1309, poi evolutasi in Talbot 1510. Ma non si arrese sulla possibilità di montare un motore di cilindrata superiore per la sua sportiva. Infatti, a ben guardare, un 2 litri in Casa Simca già esisteva da tempo e fu il motore già utilizzato sulla sfortunata Chrysler 2 Litres e che sotto il Gruppo PSA stava invece per essere sottoposto ad un aumento di cilindrata e trasformato in un'unità da 2.2 litri da inserire sotto il cofano della futura ammiraglia Tagora. L'idea piacque molto alla Matra che avrebbe così avuto modo di proporre due cilindrate differenti ed allargare quindi il cerchio dei potenziali clienti. Il Gruppo PSA non impose veti di alcun genere (ma neppure un grande sostegno), per cui il motore poté essere utilizzato anche dalla Matra, anche se alla fine il montaggio dell'unità più grande creò problemi non da poco a causa del piccolo cofano motore. Matra dovette intervenire sulla testata, sul carter della frizione, sulla coppa dell'olio, sulla pompa dell'acqua, sul carburatore per via del motore, ora montato trasversalmente; dovette modificare anche il telaio e progettare nuovi bracci rinforzati per le sospensioni posteriori. 
In ogni caso, un prototipo di Murena equipaggiato con il vecchio 2 litri Simca riuscì ad ottenere buoni risultati sulla pista di Mortefontaine. I test veri e propri si ebbero con le motorizzazioni definitive, sia su strade normali, sia lungo itinerari scelti in zone geografiche dai climi più difficili rispetto a quello francese, per la precisione in Marocco ed in Lapponia, zone già utilizzate a suo tempo per i test della Bagheera. Dopo i test su strada, fu la volta dei crash test e dell'impegnativo processo di industrializzazione.

### Il debutto

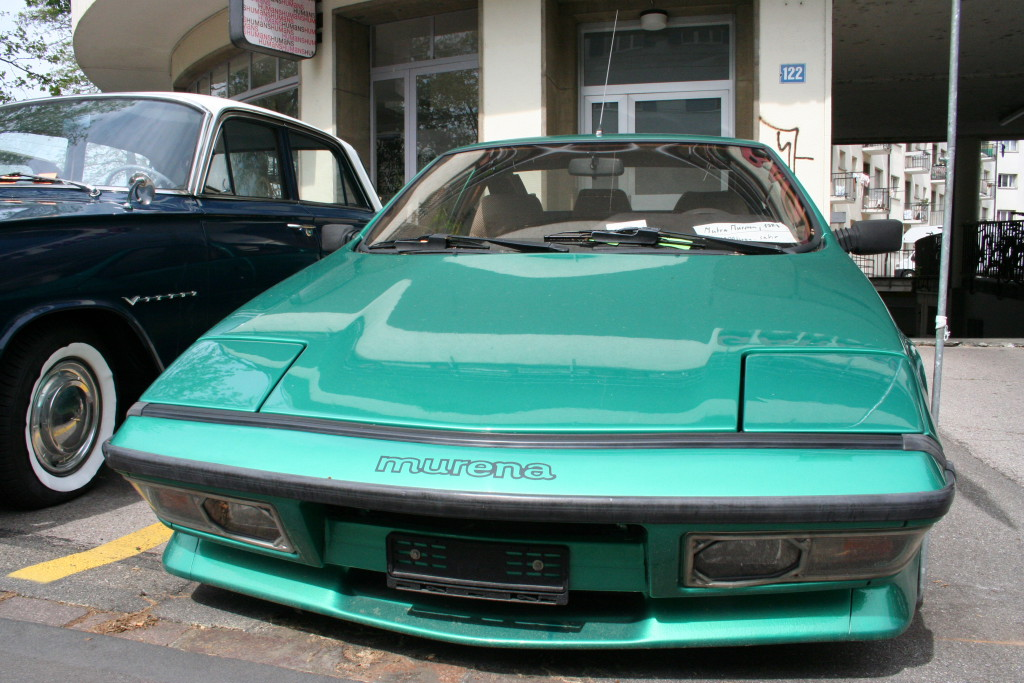
Vista dell'affilato frontale di una Murena

Nel corso del 1980, il servizio stampa Talbot diffuse le foto ufficiali della nuova sportiva Matra, ma la presentazione ufficiale ai media fu fatta slittare di alcune settimane. Prima fu lanciata una campagna pubblicitaria che si rifece alla celeberrima pellicola de Lo squalo di Steven Spielberg, e con la quale si intese rimarcare l'aggressività della vettura. Tale campagna pubblicitaria fu seguita dalla presentazione al pubblico, avvenuta a partire dal 29 settembre 1980 al Salone di Parigi. Due furono le Murena esposte: una 1.6 di color bordeaux ed una di color platino e presentata come versione da 2.2 litri. In realtà quest'ultima fu un 1.6 con allestimento modificato, poiché la 2.2, al momento della presentazione, fu ancora soggetta ad operazioni di messa a punto.
Chiusi i battenti della kermesse parigina, giunse finalmente il momento della presentazione alla stampa, che si ebbe fra il 3 ed il 19 novembre nel suggestivo paesaggio delle gole del Verdon. Qui furono messe a disposizione quattordici Murena con motore 1.6 ed altrettante con motore da 2.2 litri, stavolta autentiche. Tuttavia, per sicurezza, una Matra-Simca Rancho fu ugualmente presente come veicolo di assistenza tecnica. Le impegnative strade della regione costituirono un test coinvolgente per i giornalisti accorsi all'evento. Il percorso si snodò per circa 350 km. Furono elogiate le doti di consumo, migliori rispetto alla Bagheera nonostante i motori di maggiori dimensioni, ma non convinsero le prestazioni, specialmente nella Murena 1.6. Piacquero invece il disegno della carrozzeria, più aggressivo, ed il livello di comfort interno. Due mesi dopo, il 19 gennaio, partì un'altra sessione di prove per la stampa specializzata, stavolta della durata di ben un mese. L'ambientazione scelta fu nuovamente quella del deserto marocchino, lungo un percorso che unì le due città di Zagora e di Ouarzazate. Per l'occasione, assieme alla Murena, fu presentata la nuova ammiraglia Talbot, ossia la sfortunata Tagora, già citata in precedenza. Anche la Murena fu in realtà commercializzata con il marchio Talbot, anzi, Talbot-Matra: dopo l'acquisizione della Chrysler Europe, il Gruppo PSA decise di estinguere il marchio Simca e di dare nuova vita a quello della Talbot, che molti decenni prima fu utilizzato per vetture di prestigio e che quindi avrebbe potuto dare maggior lustro alla produzione Matra. Pertanto, parlare di Matra-Simca Murena risulta improprio.

#### Design esterno ed interno

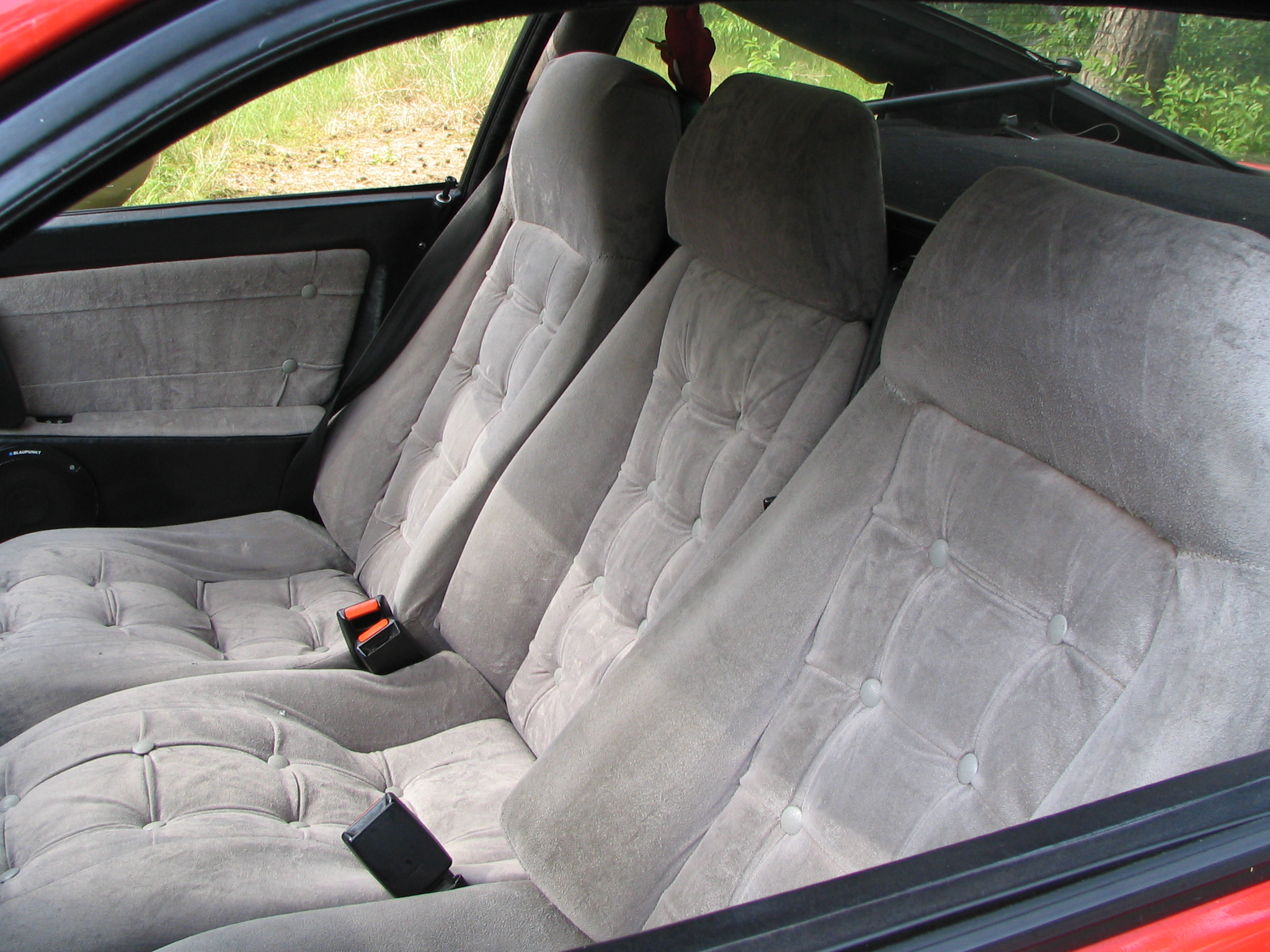
La fila di tre sedili, tipica della Bagheera, fu ripresa anche nella Murena

La linea della Murena era a cuneo (come dai canoni estetici dell'epoca), elegante e slanciata: fu volutamente ispirata da una forma geometrica, e lo si nota in tutti i dettagli: l'esagono. Ancora oggi la linea della Murena non appare superata. Esteticamente, la Murena era molto diversa dalla Bagheera. Il frontale era più appuntito e penetrante, ed era reso aggressivo anche dai fari a scomparsa, presenti anche sulla Bagheera, ma che sulla Murena spiccavano di più nell'impatto visivo generale poiché la vista veniva maggiormente catturata proprio dal nuovo disegno del frontale. Una volta svelati, i fari anteriori erano grandi e rotondi, in contrasto con le linee tese del frontale: questo contribuì all'aggressività della vettura che acquisì uno "sguardo" più penetrante rispetto alla progenitrice. La fiancata, pulita ed efficace, esprimeva al meglio il concetto di dinamismo e, rispetto alla Bagheera, cambiava specialmente nella zona posteriore, dove la coda non terminava più in maniera decisamente spiovente, ma si rialzava a forma una sorta di accenno di mezzo volume posteriore, in ossequio alle nuove tendenze. La zona posteriore, come nella Bagheera, era caratterizzata dal lunotto enorme che garantiva un'ottima visibilità, ma soprattutto un elevato grado di luminosità all'interno dell'abitacolo; i fari posteriori erano decisamente grandi e di forma trapezoidale.
L'abitacolo della Murena mostrava prima di tutto la sua parentela con la Bagheera osservando la disposizione allineata dei tre sedili, una delle caratteristiche salienti della progenitrice e qui ripresa in toto per mantenere sempre quel tocco di originalità e versatilià che a suo tempo rese famosa la Bagheera stessa, ma con la novità che lo schienale del posto centrale ora può essere ripiegato, quando non in uso, per formare un bracciolo. I rivestimenti dei sedili erano in tweed o in velluto con bottoni, mentre i vani portaoggetti integrati nei pannelli porta erano piatti e rigidi, quindi poco capienti. La soluzione del motore centrale finì per ripercuotersi nella capacità non eccezionale del bagagliaio posteriore, al quale si accedeva tramite il lunotto, che si sollevava tirando una linguetta posta sul bordo interno del battente della porta lato guidatore.

#### Struttura, meccanica e motori

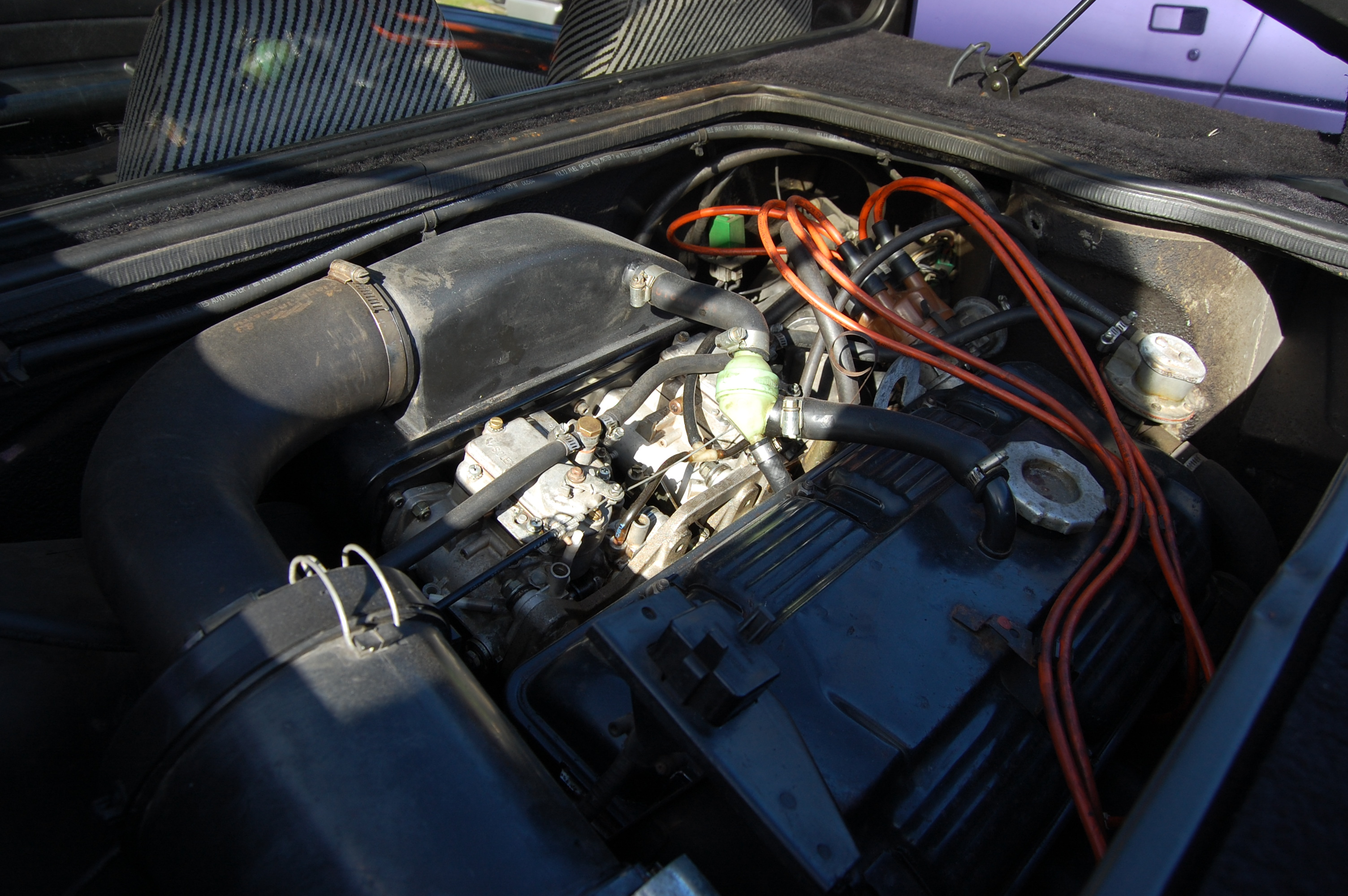
Il vano motore di una Murena

Essendo un'evoluzione della Bagheera, soprattutto a livello tecnico e strutturale la Murena ne riprese i principali contenuti. Ed allora ecco che si ritrova la scocca in acciaio come nella Bagheera, ma stavolta con qualcosa in più, ossia un trattamento antiruggine ottenuto mediante zincatura a caldo. Tale processo fu attuato per la prima vola in campo automobilistico proprio con la Murena e richiese diversi test prima di essere approvato, in quanto fu necessario realizzare delle scocche sufficientemente rigide da non deformarsi a contatto con il bagno di zinco ad elevata temperatura (le vasche di zinco fuso utilizzate dalla Matra contenevano ben 410 tonnellate di zinco ad una temperatura di 460 °C). Così immersa nel bagno di zinco, la struttura fu completamente avvolta (sia internamente che esternamente) da una pellicola di zinco di 65 µm atta a proteggere la scocca dalla ruggine, ma che di fatto andò ad appesantire ogni carrozzeria di 20 kg. In ogni caso, però, alla scocca furono fissati pannelli carrozzeria in vetroresina, per cui la massa totale si mantenne entro livelli accettabili. Questo materiale, fin dai primi passi della Matra nel settore dell'industria automobilistica, fu un caposaldo imprescindibile e lo sarebbe stato anche negli anni a venire, quando il suo nome divenne legato indissolubilmente alla produzione delle prime tre generazioni della Renault Espace, anch'esse con carrozzeria in vetroresina. Tornando alla Murena, essa mantenne anche la stessa architettura meccanica della Bagheera, con motore posteriore centrale trasversale e trazione posteriore. Tale soluzione consentì maggior libertà nel modellare le forme della parte anteriore, e consentì quindi anche il raggiungimento di un buon coefficiente di penetrazione aerodinamica, pari a 0,328 nella Murena. Tale aspetto fece della Murena l'auto a motore centrale più aerodinamica fino al 1989 (anno in cui fu lanciata la Panther Solo). Ciò si tradusse anche in una sensibile riduzione dei consumi di carburante. Inoltre, il motore centrale consentì una più equilibrata ripartizione dei pesi sui due assi e dunque un comportamento più sicuro su strada.
Rispetto alla soluzione adottata sulla Bagheera per quanto riguardava il comparto sospensioni, essendo dotata di bracci posteriori in alluminio (senza fonte) e di un sistema a doppia barra di torsione (cioè, sia sull'avantreno che sul retrotreno), la Murena subì un'evoluzione tecnica; i bracci posteriori erano scatolati in acciaio ma sul retrotreno montò le classiche molle in acciaio elicoidali coassiali al posto delle economiche barre di torsione, che però rimasero in dotazione sull'anteriore (disposte in senso longitudinale) così come la progenitrice (le evoluzioni da competizione, ovviamente, non montavano le economiche barre di torsione). Sia anteriormente che posteriormente furono montate barre antirollio ed ammortizzatori idraulici telescopici a doppio effetto. L'impianto frenante era invece a quattro dischi con pinza flottante, mentre lo sterzo (privo di "servo" e molto diretto) era a cremagliera e pignone.
Al suo debutto, la Murena fu presentata in due motorizzazioni, anche se come abbiamo già visto, una delle due era ancora in fase di messa a punto:
- la Murena 1.6 montava il motore 6JA2, con cilindrata di 1592 cm³ e potenza massima di 92 CV;
- la Murena 2.2 era invece equipaggiata con il motore 9N2 da 2155 cm³ e con potenza massima di 118 CV. Quest'ultimo fu il motore che all'epoca del debutto era ancora in fase di messa a punto.

Entrambi i motori erano di origine Simca: quanto al cambio, la Murena montava un'unità manuale a 5 marce derivata direttamente da quella montata nella Citroën CX. L'influenza del Gruppo PSA si fece presente anche sotto questo aspetto. Dal punto di vista della trasmissione, fu solo il rapporto al ponte a distinguere la Murena 1.6 dalla Murena 2.2.

### Evoluzione

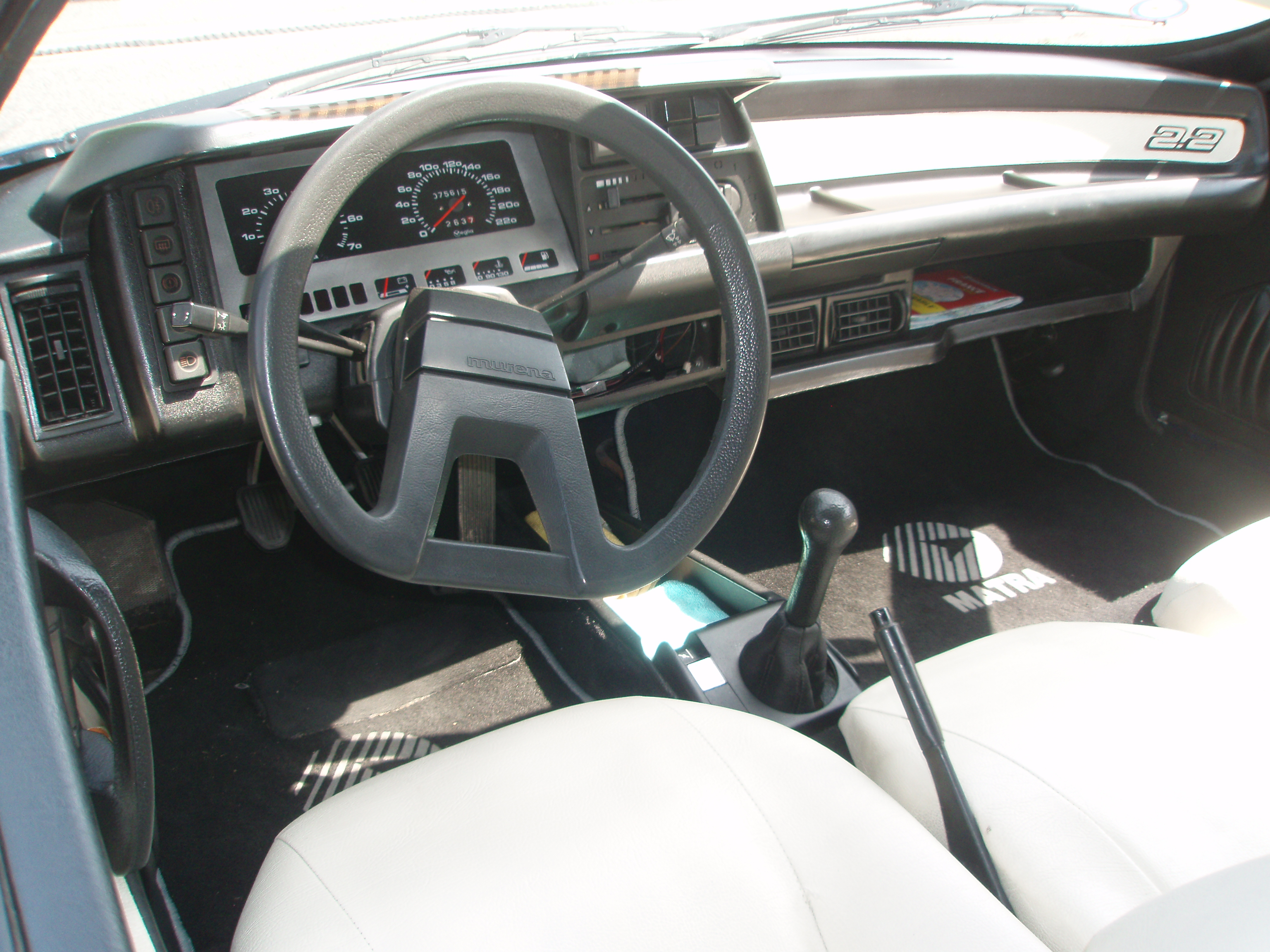
Il posto guida di una Murena

La produzione della Murena fu avviata poco dopo la chiusura del Salone di Parigi: entro la fine dell'anno, però, arrivò anche il nuovo responso della stampa, le cui critiche stavolta furono rivolte alla scarsa rigidità del telaio, fatto che impediva un comportamento sportivo nel vero senso della parola. Per questo motivo, la Matra corse ai ripari ed effettuò degli interventi che comportarono la sostituzione del retrotreno originario con uno più rigido. Ciò portò effettivamente dei benefici nel comportamento della vettura su strada, ma ebbe anche come conseguenza quella di ritardare l'avvio della commercializzazione, il quale slittò dal gennaio del 1981 al mese di febbraio. La potenziale clientela, presa dall'impazienza, si orientò sull'allora giovane categoria delle GTI, la cui capostipite fu la Volkswagen Golf con il suo modello di punta nato ormai quattro anni prima, ma ancora forte di un gran successo commerciale. Per tappare la falla originatasi in questo modo, la Casa di Romorantin lanciò una nuova campagna pubblicitaria in cui come testimonial apparve nientemeno che Jean-Pierre Beltoise, già pilota di Formula 1 con i colori della Matra e da alcuni anni ritiratosi dalle competizioni ufficiali.
La Murena, complessivamente, piacque per il fatto di avere una linea moderna e personale. Soprattutto a causa delle limitazioni imposte dal gruppo PSA, ci furono però anche alcuni passi indietro; le plastiche e gli interni erano complessivamente di qualità leggermente più approssimativa; l'impianto di ventilazione fino al 1982 era poco efficiente; l'allestimento della versione 1.6 era meno curato rispetto alla 2.2 (interni in "Tweed" anziché in velluto, assenza di tunnel centrale portaoggetti, del poggiapiedi passeggero, dei vetri in tinta elettrici - opzionali -, dei cerchi in lega - opzionali -). La Murena, a causa delle maggiori motorizzazioni, pesava leggermente più della sua progenitrice (mediamente da 895 kg a 1025 kg).

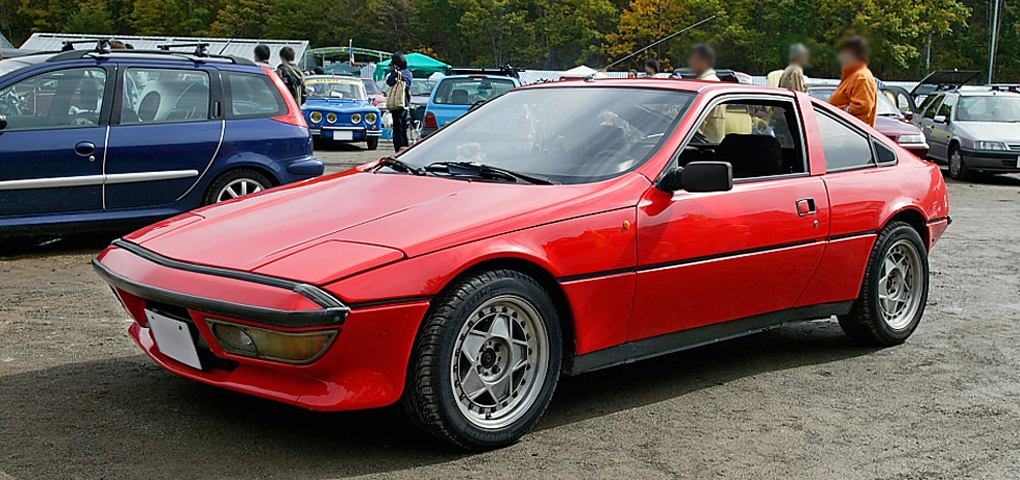
Una Murena 2.2 S

La carriera della Murena fu abbastanza breve e non particolarmente coronata da favorevoli riscontri commerciali, ma suscitò l'interesse di molti preparatori sportivi che la utilizzarono come base per derivarne degli esemplari da utilizzare in svariate specialità. Tra questi preparatori vi furono Bouhier in Francia o Fleischmann (come kit carrozzeria) e Gutmann (come meccanica) in Germania, ma fu la stessa Matra a compiere uno dei passi più significativi: sempre cercando di elevare le prestazioni della vettura, Matra sviluppò un kit di potenziamento denominato "preparazione 142" (o Kit S) da adattare alla 2.2. In realtà Renault, ragionevolmente, premeva per avere la linea di montaggio libera entro il 1985 per la prossima monovolume Espace dunque, a tal scopo, ci fu il tentativo di rendere la sportiva più appetibile.
Nel 1984, infatti, quando già il destino della vettura apparve segnato, vennero tolte dal mercato le versioni 1.6 e 2.2 e furono prodotti 480 esemplari di Murena 2.2 S, ovvero una versione ufficiale della Kit S basata sul modello venduto in Germania. La Murena 2.2 S non venne mai importata in Italia.
La Murena non incontrò un grande successo commerciale: in tre anni di produzione sorpassò di poco i 10.000 esemplari prodotti (10.680), mentre l'obiettivo di vendite era stato stimato in 25.000 esemplari minimi. Durante la sua carriera commerciale subì aggiornamenti più che altro di dettaglio e relativi agli allestimenti ed a perfezionamenti in alcuni punti giudicati migliorabili. In Italia non venne particolarmente apprezzata e, la versione 2.2 L, fu rarissima in questo Paese in quanto venne svantaggiata dal fatto di essere considerata (avendo cilindrata superiore ai 2.000 c.c. a benzina) all'epoca, dal fisco italiano, un "bene voluttuario", cioè di "lusso" e dunque tassata con IVA sull'acquisto del 38%.
Matra dal canto suo sapeva di non poter sopravvivere solo con la Murena ed aveva bisogno di sostituire il suo modello di maggior successo, la Rancho, che era stata venduta in 55.000 esemplari.
Quando fu presentata l'evoluzione logica della Ranch ai vertici Peugeot, questi non se la sentirono di lanciarsi nella nuova sfida in un segmento nuovo (il progetto presentato era infatti quella che sarebbe stata conosciuta come il primo monovolume europeo, la Renault Espace). Matra provò a proporre il progetto a Citroën senza risultati ed ebbe contatti preliminari pure con BMW, ma alla fine si svincolò da Peugeot e si legò a Renault. Quest'ultima appoggiò il progetto, ma fissò due condizioni: la nuova vettura avrebbe dovuto essere marchiata Renault e Matra avrebbe dovuto cessare la produzione della Murena, che sul mercato francese infastidiva l'immagine della contemporanea Fuego. 
Per questo motivo nel 1984 cessò prematuramente la produzione della Murena, per la quale tra l'altro era stata già preparata un'ulteriore evoluzione (la "4S", studiata già nel 1981) da 175.5 CV, dotata di testata ROC 16v, derivante dai motori 2.000 cm³ di Formula 2 del Reparto Corse Chrysler (Racing Organisation Course - ROC per l'appunto), e non era per nulla, come molti pensano, dotata di motore a 16 valvole Lotus, come quello montato sulla Talbot-Sunbeam-Lotus, anche se quest'ultimo motore fu preso come punto di riferimento per la realizzazione del motore 4S. La 4S rimase prodotta in due soli esemplari, tuttora esistenti; una giallo/nero (denominata "Martin" in onore all'ingegnere Georges Martin che progettò il famoso motore V12 ed il robusto motore Poissy) ed una blu/verde (in omaggio a Pescarolo, pilota Matra), motorizzati però, infine, con il 2.2 da 142 CV.

### Riepilogo caratteristiche
| Modello                            | Murena 1.6 | Murena 2.2 | Murena 2.2 S |
| ---------------------------------- | --- | --- | --- |
| Anni di produzione                 | 1980-84 | 1980-84 | 1984 |
| Esemplari prodotti                 | 5.640 | 4.560 | 480 |
| Motore                             | Type 6JA2 | Type 9N2 | Type 9N2 |
| Posizione                          | Posteriore centrale trasversale | Posteriore centrale trasversale | Posteriore centrale trasversale |
| Numero e disposizione dei cilindri | 4 in linea | 4 in linea | 4 in linea |
| Cilindrata (cm³)                   | 1592 | 2155 | 2155 |
| Alesaggio e corsa (mm)             | 80,6 x 78 | 91,7 x 81,6 | 91,7 x 81,6 |
| Alimentazione                      | Carburatore doppio corpo Weber 36DCNVA 16/100 | Carburatore invertito doppio corpo Solex 34CIC-141 | Due carburatori doppio corpo Solex 40 ADDHE con 4 corpi farfallati separati                                                                                   |
| Rapporto di compressione           | 9,35:1 | 9,45:1 | 9,45:1 |
| Potenza massima (CV/rpm)           | 92/5600 | 118/5800 | 142/6000 |
| Coppia massima (Nm/rpm)            | 132/3200 | 181/3000 | 183/3800 |
| Trazione                           | Posteriore | Posteriore | Posteriore |
| Cambio                             | Cambio manuale a 5 marce | Cambio manuale a 5 marce | Cambio manuale a 5 marce |
| Frizione                           | Monodisco a secco con comando idraulico | Monodisco a secco con comando idraulico | Monodisco a secco con comando idraulico |
| Scocca                             | Scocca in acciaio zincato con pannelli carrozzeria in vetroresina                                                                                             | Scocca in acciaio zincato con pannelli carrozzeria in vetroresina                                                                                             | Scocca in acciaio zincato con pannelli carrozzeria in vetroresina                                                                                             |
| Sospensioni ant.                   | A ruote indipendenti con quadrilateri deformabili, barre di torsione longitudinali, barra antirollio ed ammortizzatori idraulici telescopici a doppio effetto | A ruote indipendenti con quadrilateri deformabili, barre di torsione longitudinali, barra antirollio ed ammortizzatori idraulici telescopici a doppio effetto | A ruote indipendenti con quadrilateri deformabili, barre di torsione longitudinali, barra antirollio ed ammortizzatori idraulici telescopici a doppio effetto |
| Sospensioni post.                  | A ruote indipendenti con bracci tirati, molle elicoidali, barra antirollio ed ammortizzatori idraulici telescopici a doppio effetto                           | A ruote indipendenti con bracci tirati, molle elicoidali, barra antirollio ed ammortizzatori idraulici telescopici a doppio effetto                           | A ruote indipendenti con bracci tirati, molle elicoidali, barra antirollio ed ammortizzatori idraulici telescopici a doppio effetto                           |
| Impianto frenante (ant.)           | A dischi da 234 mm di diametro con pinze flottanti monopompante                                                                                               | A dischi da 234 mm di diametro con pinze flottanti monopompante                                                                                               | A dischi da 234 mm di diametro con pinze flottanti monopompante                                                                                               |
| Impianto frenante (post.)          | A dischi da 234 mm di diametro con pinze flottanti monopompante                                                                                               | A dischi da 260,9 mm di diametro con pinze flottanti monopompante                                                                                             | A dischi da 260,9 mm di diametro con pinze flottanti monopompante                                                                                             |
| Pneumatici                         | Ant. 175/70 HR13 o 185/60 HR14, post. 195/70 HR13 o 195/60 HR14                                                                                               | Ant. 185/60 HR14, post. 195/60 HR14 | Ant. 185/60 VR14, post. 195/60 VR14 |
| Massa in ordine di marcia          | 1.000 | 1.050 | 1.050 |
| Serbatoio                          | 53 | 53 | 53 |
| Velocità massima                   | 182 | 197 | 210 |
| Accelerazione 0–100 km/h           | 11"8 | 9"3 | 8"4 |
| Consumo medio                      | 8 | 9.3 | 9.9 |

### Attività sportiva
Nonostante la bontà del progetto, da un punto di vista sportivo, la Murena non ebbe successi internazionali a causa della mancata omologazione nel gruppo B (200 esemplari minimi prodotti) e da una convergenza di sforzi, da parte di Peugeot, su modelli più commerciali, tuttavia, Matra, assieme all'azienda di Grenoble "Politecnic", non rinunciò alla propria vocazione e mise in pista al Rally Mille Pistes del 1981 una Murena, preparata Gruppo 4, che debuttò con Jean-Pierre Beltoise, detto "Bebel", e la cantante Veronique Jannot, ritirandosi per guasto meccanico. La Murena con motore Gruppo 4 “Politecnic” partecipò al Rally di Montecarlo 1982 con Philippe Wambergue e lo stuntman Rémy Julienne. Diversi esemplari in Gruppo 5 preparati sempre con "Politecnic" e dotati anche di trazione integrale permanente, dominarono tuttavia, per più anni consecutivi, i campionati europeo e francese di rallycross, vincendo ancora oltre la vita commerciale del modello (cioè fino al 1986), con Max Mamers prima e Denis Marcel dopo.
Venne fatto il tentativo di montare longitudinalmente, su di un prototipo unico, anche il 12 cilindri a V 3000 c.c. Matra di Formula 1 da 510 CV.